# Parlamentswahl im Kosovo 2010/2011
- VV: 14
- AAK: 12
- LDK: 27
- PDK: 34
- AKR: 8
- SLS: 8
- JSL: 4
- KDTP: 3
- KV: 2
- Sonst.: 8

Die erste Parlamentswahl im Kosovo nach der Unabhängigkeit von 2008 begann am 12. Dezember 2010 und endete – nach diversen Wahlwiederholungen – am 16. Januar 2011. Am 30. Januar 2011 wurden durch die Zentrale Wahlkommission (albanisch Komisioni Qendror i Zgjedhjeve) die Resultate veröffentlicht. Sieger wurde die Demokratische Partei von Hashim Thaçi mit insgesamt 34 Prozent der Wählerstimmen.
Parlamentspräsident Jakup Krasniqi löste am 2. November 2010 das Kosovarische Parlament aufgrund eines destruktiven Misstrauensvotums auf. Bei den neuangesetzten Wahlen wurden 100 Sitze im kosovarischen Parlament frei gewählt. Weitere zwanzig Sitze wurden, wie bereits zuvor, den im Kosovo lebenden Minderheiten per Verfassung zugesichert, zehn davon der serbischen Bevölkerung.

## Hintergrund
Nach der Verurteilung des damaligen Präsidenten des Kosovo Fatmir Sejdiu Ende September 2010 durch das kosovarische Verfassungsgericht gab dieser seinen Rücktritt bekannt. Sejdiu wurde verurteilt, da er gleichzeitig sowohl als Präsident des Kosovo, als auch als Vorsitzender seiner Partei aktiv gewesen sein sollte. Darauf zog sich die LDK aus dem Regierungsbündnis mit der PDK zurück, und die Regierung Hashim Thaçis wurde durch ein destruktives Misstrauensvotum aufgelöst. Die ursprünglich für den Februar 2011 geplanten Wahlen wurden deswegen auf den 12. Dezember 2010 vorgezogen.

## Ausgangslage
Von 120 Sitzen im kosovarischen Parlament werden durch eine sogenannte „positive Diskriminierung“ 20 Sitze schon vor der Wahl für die Minderheiten gesichert. Das heißt, 10 Sitze werden der serbischen Minderheit im Kosovo sichergestellt, weitere 10 Sitze den anderen Minderheiten. Stimmberechtigt sind ca. 1,6 Millionen Einwohner.

## Teilnehmende Parteien
Zur Wahl wurden durch die Wahlkommission (albanisch Komisioni Qendror i Zgjedhjeve) insgesamt 29 Parteien registriert und zugelassen:
- Albanisch:
  - LDK – Demokratische Liga des Kosovo
  - FER – Fryma e Re
  - IRDK – Iniciativa e re Demokratike e Kosovës
  - PDK – Demokratische Partei des Kosovo
  - AKR-PD-PSD-PPI-PPK-PNDSH-PGJK – Aleanca Kosova e Re (Koalition)
  - LDD – Demokratisches Bündnis von Dardanien
  - AAK – Allianz für die Zukunft Kosovos
  - VV – Lëvizja Vetëvendosje! (Bürgerinitiative)

- Serbisch:
  - SNSD – Savez nezavisnih socijaldemokrata
  - SKMS – Srpska Kosovo Metohijska Stranka
  - SSDS – Srpska Socijal Demokratska Stranka
  - SNS – Srpska Narodna Stranka
  - JSL – Jedinstvena Srpska Lista (Bürgerinitiative)
  - SDSKIM – Srpska Demokratska Stranka Kosova i Metohije
  - SLS – Samostalna Liberalna Stranka
  - NDS – Nova Demokratska Stranka
  - GIKN – Građanska Inicijativa Krilo Naroda (Bürgerinitiative)

- Türkisch:
  - KTB – Kosova Türk Birliği
  - KDTP – Kosova Demokratik Türk Partisi

- Bosniakisch:
  - VAKAT – Koalicija VAKAT (Koalition)
  - BSDAK – Bošnjačka Stranka Demokratske Akcije Kosova
  - SDA – Stranka Demokratske Akcije

- Roma:
  - PREBK – Partia Rome e Bashkuar e Kosovës

- Ashkali und Kosovo-Ägyptisch:
  - PDAK – Partia Demokratike e Ashkalive të Kosovës
  - LEK – Lidhja e Egjiptianve të Kosovës
  - PAI – Partia e Ashkalinjëve për Integrim

- Goranisch:
  - SDSG – Socijaldemokratska Stranka Gore
  - GIG – Građanska Inicijativa Gore

- Montenegrinisch:
  - CDS – Crnogorska Demokratska Stranka

## Wahlkampf
- Hashim Thaçi versprach eine Lohnerhöhung für Lehrer und eine Lockerung der Visa-Bestimmungen der EU.[6]

- Die Bürgerrechtsbewegung Lëvizja Vetëvendosje! trat als einzige Partei für eine vollständige Vereinigung mit Albanien ein, wenn dies jedoch das kosovarische Volk wünsche (Referendum)[3] Vetëvendosje fordert außerdem eine durch Polizeikräfte erzwungene Eingliederung des Nordkosovos um die Stadt Kosovska Mitrovica, eine Abschaffung der Ahtisaari-Verfassung im Sinne eines unabhängigen Staates und einen Abzug aller fremder Truppen. Außerdem verspricht ihr Parteiführer Albin Kurti einen Kampf gegen die Korruption und für Lohnerhöhungen.[7]

- Ein wichtiges Wahlkampfthema war die Korruption. Gegen Verkehrsminister und Vize-Parteichef Fatmir Limaj (PDK) wird eine Anklage der Staatsanwaltschaft vorbereitet und einem anderen Parteifunktionär werden Mordaufträge vorgeworfen.[8]

- Behgjet Pacolli, Millionär und Parteichef der AKR, versprach seinen Wählern einen Beitritt des Kosovo zur UNO bis September 2011.[8]

## Erste Wahlresultate
Am 13. Dezember meldete die Wahlkommission in Priština, dass Hashim Thaçi mit seiner PDK 36 Prozent der Stimmen errungen und die Wahl damit klar gewonnen habe. Auf 24 Prozent kam die LDK, gefolgt von der ehemaligen Studentenbewegung Vetëvendosje! (12 Prozent), der AAK (11 Prozent) und AKR (sieben Prozent). Den übrigen Parteien gelang es nicht, die Fünf-Prozent-Hürde zu überqueren.
Etwa 48 Prozent der 1,6 Mio. Wähler beteiligten sich. Internationale Beobachter sprachen von einer fairen Wahl, so gratulierte die EU dem Kosovo zu einer „ruhig und ordnungsgemäß verlaufen(d)en“ Parlamentswahl. Als Erfolg kann die höhere Teilnahme der serbischen Minderheit an der Wahl angesehen werden. Obwohl die Wahlen allgemein als fair bezeichnet wurden, bezeichneten einige Parteien die Wahlen in der Drenica-Region, traditionell eine Hochburg der PDK von Premier Hashim Thaçi, als manipuliert und verfälscht.

## Wahlwiederholungen
Die den PDK vorgeworfenen Wahlfälschungen wurden am 16. Dezember durch die Wahlkommission offiziell bestätigt, so dass am 9. Januar 2011 in allen Wahllokalen von Drenas (Gemeinden im Drenica-Tal, Skënderaj und Deçan, sowie in je einer Gemeinde in Lipjan und Malisheva) neue Wahlen abgehalten wurden. In einem Wahllokal soll laut der britischen Zeitung The Guardian die Wahlbeteiligung sogar bei unrealistischen 149 % gelegen haben.
Am 7. Januar 2011 gab die Wahlkommission bekannt, dass die Wahl auch in 24 von 29 Wahlbezirken in Mitrovica wiederholt werden muss. Als Grund wurden auch hier großangelegte Fälschungen genannt. Die Wiederholungen fanden dort am 16. Januar statt.

## Endergebnis
Klarer Sieger der Wahl wurde die PDK mit knapp einem Drittel der Stimmen. Die LDK von Isa Mustafa folgt mit knapp einem Viertel. Überraschend waren die hohen Wählerstimmenzahlen für die Vetëvendosje! von Albin Kurti, seine Partei erreichte über 12 Prozent, obwohl sie zum ersten Mal bei der Wahl teilgenommen hatte. Große Verliererin wurde die LDD; sie verlor alle ihre bisherigen zehn Sitze.
| Ergebnis der Wahlen zum Parlament des Kosovo 2010               | Ergebnis der Wahlen zum Parlament des Kosovo 2010 | Ergebnis der Wahlen zum Parlament des Kosovo 2010 | Ergebnis der Wahlen zum Parlament des Kosovo 2010 | Ergebnis der Wahlen zum Parlament des Kosovo 2010 | Ergebnis der Wahlen zum Parlament des Kosovo 2010 |
| Partei                                                          | Absolute Stimmen                                  | Prozentuale Stimmen (%)                           | Gewonnene Sitze                                   | Sitze +/-                                         |                                                   |
| --------------------------------------------------------------- | ------------------------------------------------- | ------------------------------------------------- | ------------------------------------------------- | ------------------------------------------------- | ------------------------------------------------- |
| Demokratische Partei des Kosovo (PDK)                           | 224.339                                           | 32,11                                             | 34                                                | −3                                                |                                                   |
| Demokratische Liga des Kosovo (LDK)                             | 172.552                                           | 24,69                                             | 27                                                | +2                                                |                                                   |
| Selbstbestimmung! (VV)                                          | 88.652                                            | 12,69                                             | 14                                                | +/-                                               |                                                   |
| Allianz für die Zukunft des Kosovo (AAK)                        | 77.130                                            | 11,04                                             | 12                                                | +2                                                |                                                   |
| Koalition für ein neues Kosovo (AKR)*                           | 50.951                                            | 7,29                                              | 8                                                 | +/-                                               |                                                   |
| Neuer Geist (FeR)                                               | 15.156                                            | 2,17                                              | 0                                                 | +/-                                               |                                                   |
| Demokratische Liga von Dardanien (LDD)                          | 14.924                                            | 2,14                                              | 0                                                 | −10                                               |                                                   |
| Unabhängige Liberale Partei (SLS, serb.)                        | 14.352                                            | 2,05                                              | 8                                                 | +/-                                               |                                                   |
| Demokratische Türkische Partei des Kosovo (KDTP, türk.)         | 8.548                                             | 1,22                                              | 3                                                 | +/-                                               |                                                   |
| Vereinigte Serbische Liste (JSL, serb.)                         | 6.004                                             | 0,86                                              | 4                                                 | +/-                                               |                                                   |
| Koalition Vakat (KV, bosn.)                                     | 5.296                                             | 0,76                                              | 2                                                 | +/-                                               |                                                   |
| Demokratische Partei der Aschkali des Kosovo (ashk.)            | 2.871                                             | 0,41                                              | 1                                                 | +/-                                               |                                                   |
| Neue Demokratische Partei (bosniak.)                            | 2.478                                             | 0,35                                              | 1                                                 | +/-                                               |                                                   |
| Bosniakische Partei für demokratische Aktion des Kosovo (bosn.) | 1.818                                             | 0,26                                              | 1                                                 | +/-                                               |                                                   |
| Neue Demokratische Initiative des Kosovo (kosovo-ägypt.)        | 1.690                                             | 0,24                                              | 1                                                 | +/-                                               |                                                   |
| Partei der Aschkali für Integration (ashk.)                     | 1.386                                             | 0,2                                               | 1                                                 | +/-                                               |                                                   |
| Serbische Demokratische Partei für Kosovo und Metochien (serb.) | 1.008                                             | 0,14                                              | 1                                                 | +/-                                               |                                                   |
| Bürgerinitiative Gora (goran.)                                  | 787                                               | 0,11                                              | 1                                                 | +/-                                               |                                                   |
| Vereinigte Roma Partei des Kosovo (rom.)                        | 690                                               | 0,1                                               | 1                                                 | +/-                                               |                                                   |
| Sonstige                                                        | 38.199                                            | 1,17                                              | 0                                                 | +/-                                               |                                                   |
| Gesamt (Wahlbeteiligung: 47,5 %)                                | 646.623                                           | 100,0                                             | 120                                               | ±0                                                |                                                   |

* bestehend aus Allianz Neues Kosovo, Partei der Gerechtigkeit, Sozialdemokratische Partei, Partei der invaliden Pensionisten, Partei der Pensionisten des Kosovo, Albanische Nationaldemokratische Partei und Partei der Grünen des Kosovo

## Regierungsbildung

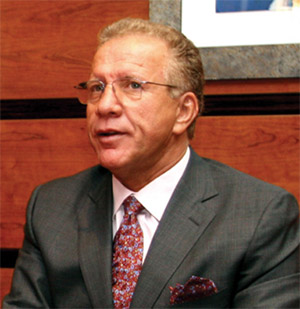
Behgjet Pacolli, vom Parlament gewählter Staatspräsident (Aufnahme von 1998)

Die PDK benötigte für eine Regierungsbildung mindestens zwei oder drei Partner. Als ein mögliches Koalitionsmitglied schloss sie vehement die Vetëvendosje! aus. Die ehemalige Koalitionspartnerin LDK schloss ihrerseits ein Bündnis mit Thaçis Partei aus. Demnach wurden die AAK, AKR und die Minderheitenparteien als zukünftige Regierungspartner angesehen. Solche Vorhaben dementierte jedoch die AAK schon im Dezember.
Ende Januar wurden Koalitionsversuche erstmals real. Zusammen mit der AAK des vom UNO-Kriegsverbrechertribunal in Den Haag angeklagten ehemaligen Rebellenführers Ramush Haradinaj und der AKR des umstrittenen Unternehmers Behgjet Pacolli sowie mit Vertretern der Minderheiten kam Thaçi auf eine klare Mehrheit. Die AAK schloss später dann eine Koalition mit der PDK jedoch aus.
Ende Februar einigte sich Thaçis PDK mit der AKR von Behgjet Pacolli, der Demokratischen Liga Ibrahim Rugova von Ukë Rugova, der Selbstständigen Liberalen Partei von Slobodan Petrović sowie mit der Minderheitenkoalition 6plus auf eine Regierungskoalition. Somit bleibt Hashim Thaçi Premierminister, währenddessen Pacolli neuer Staatspräsident werden sollte. Der Millionär ist nicht unumstritten – selbst innerhalb der PDK. Gegen den 59-jährigen Unternehmer wurden in der Schweiz und in Russland Untersuchungen wegen Korruption und Geldwäsche durchgeführt. Beim dritten Anlauf wurde er schließlich am 22. Februar 2011 mit 61 von 120 möglichen Stimmen des Parlaments gewählt. An der Wahl nicht teilgenommen hatten die AAK von Haradinaj und Vetëvendosje! von Albin Kurti.
Am 22. Februar wurde zudem die neue Regierung vom Kosovarischen Parlament mit einer Mehrheit gewählt. So soll Hashim Thaçi weiterhin Premierminister bleiben; Hajredin Kuçi (PDK), Mimoza Kusari-Lila (AKR), Slobodan Petrović (SLS), Edita Tahiri (PDK) und Bujar Bukoshi (LDK) sollen seine Stellvertretung übernehmen. Die Departementsverteilung fiel wie folgt aus: Enver Hoxhaj (PDK) im Außenministerium, Vlora Çitaku (PDK) im Ministerium für Integration, Agim Çeku (AAK) als Verteidigungsminister, Hajredin Kuçi als Justizminister, Bajram Rexhepi (PDK) als Innenminister, Bedri Hamza (PDK) im Finanzdepartement, Memli Krasniqi (PDK) im Ministerium für Kultur, Jugend und Sport, Besim Beqaj (PDK) im Ministerium für Wirtschaftsentwicklung, Ramë Buja (PDK) als Minister für Bildung, Wissenschaft und Technologie, Dardan Gashi (PDK) im Ministerium für Umwelt und Raumplanung, Fehmi Mujota (PDK) im Ministerium für Infrastruktur, Mahir Yağcılar (KDTP) im Departement für Öffentliche Verwaltung, Mimoza Kusari-Lila als Handels- und Industrieministerin, Ferid Agani (PD) als Gesundheitsminister, Nenad Rašić (SLS) im Ministerium für Sozialhilfe, Blerand Stavileci (PDK) im Ministerium für Landwirtschaft, Forstwirtschaft und Entwicklung des ländlichen Raumes, Slobodan Petrović als Minister für Lokalregierung und Radojica Tomić (SLS) im Departement für Rückkehr und Kommunitäten.

## Nicht legitime Wahl Pacollis
Am 30. März 2011 – rund nach einem Monat Amtszeit – trat Behgjet Pacolli vom Sitz des Präsidenten zurück. Er reagierte auf den Entscheid vom 28. März des Kosovarischen Verfassungsgericht, das seine Wahl vom 22. Februar als nicht legitim und verfassungswidrig erklärte. Laut Gericht hatte es beim dritten Anlauf der Präsidentenwahl keinen Gegenkandidaten gegeben, wodurch die Wahl verfassungswidrig wurde. Am 7. April fand – nachdem sich die PDK, LDK und AKR mit dem US-amerikanischen Botschafter in Prishtina John L. Withers II. geeinigt hatten – im Parlament die Wahl des neuen Präsidenten statt. Zur Wahl standen die Polizistin Atifete Jahjaga und rein formal (auf Rücksicht zur Verfassung) Suzana Novobërdaliu von der AKR. Bei dieser Parlamentssitzung war Vetëvendosje! als einzige Partei nicht anwesend; sie begründete ihren Entscheid damit, dass die zur Wahl stehenden Kandidaten nicht genügend qualifiziert seien und dass sie vom „Amerikaner Withers“ ausgewählt wurden.
Die Wahl gewann schließlich Jahjaga mit 80 von 100 möglichen Stimmen. Ihre Gegenkandidatin erhielt lediglich zehn Stimmen. Viele Frauenrechtler triumphierten, da Frauen im Kosovo bisher keine wichtigen Staatsämter besetzt hatten. Die Vetëvendosje! bezeichnen die neue Präsidentin als Marionette der USA.
Behgjet Pacolli wurde später von Ministerpräsident Thaçi zu seinem weiteren Stellvertreter ernannt.

## Sonstiges
Die serbische Regierung hatte anders als bei den Wahlen zuvor nicht ausdrücklich zum Boykott aufgerufen. Dennoch blieben die Serben im Norden des Kosovo der Abstimmung fast vollständig fern. Die Wahlbeteiligung unter der serbischen Minderheit im Süden des Kosovo entsprach dagegen nahezu derjenigen der Albaner. Im Gegensatz zum fast ausschließlich von Serben bewohnten Norden leben die Serben im Süden in Enklaven und haben daher einen höheren Anreiz, mit den politischen Institutionen des Kosovo zusammenzuarbeiten.